# HD 10180
HD 10180은 지구에서 물뱀자리 방향으로 지구로부터 약 127 광년 떨어져 있는, 태양과 비슷한 항성이다. 8개의 행성이 이 별 주위를 돌고 있다고 추측된다.

## 특징
이 별은 여러 면에서 태양과 비슷하나, 질량은 태양보다 6퍼센트 더 크며 무거운 원소의 양은 태양보다 20퍼센트 더 많다.
HD 10180으로부터 다섯 개의 해왕성 질량 행성들(최소 질량이 지구의 12~25배 사이)이 각각 0.06, 0.13, 0.27, 0.49, 1.42 천문단위 거리만큼 떨어져서 어머니 별을 돌고 있다. 여기에 지구 정도 질량의 행성이 별에서 0.02 천문단위(최소 질량이 지구의 1.4배임) 떨어져서 돌고 있을 가능성이 크며, 토성 정도 질량의 행성이 3.4천문단위 거리에 있을 가능성도 있다(최소 질량이 지구의 65배). 따라서 HD 10180은 최대 7개의 행성을 거느리고 있는 항성으로, 이는 지금까지 발견된 항성들 중 태양 다음으로 많은 수의 외계 행성을 거느리고 있는 존재이다(직전 기록은 게자리 55의 5개였다).
HD 10180의 해왕성급 행성 다섯 개는 대충 태양~수성 거리의 6분의 1에서 화성 궤도 약간 안쪽 되는 범위 내에 몰려 있다. 가장 가까운 지구 비슷한 b는 태양~수성 간격의 7분의 1밖에 안 되는 곳에 있으며 매우 뜨거운 복사열을 받고 있으리라 추측된다. 가장 바깥에 있는 h는 우리 태양계의 소행성대가 태양에서 떨어진 거리 정도에 있다.
HD 10180 행성계에는 평균 운동 공명을 보이는 행성은 없으나 근사(近寫)한 궤도공명을 보이는 것들은 여럿 있다. 항성에서 가까운 것부터 먼 것 차례로 인접한 행성간의 궤도공명비는 1:5, 1:3, 1:3, 2:5, 1:5, 3:11이다.
|  |  |
|  |  |

도플러 효과를 응용하여 칠레 라 실라 천문대 내 유럽 남방 천문대 소유 ESO 3.6미터 망원경, HARPS 분광기를 함께 사용하여 6년에 걸친 관측 끝에 별 주위 행성들을 발견했다. 다만 궤도경사각이 밝혀지지 않았으므로 현재 도출된 구성원들의 질량은 최솟값이다. 제네바 대학교 크리스토프 로비스가 이끄는 연구팀이 행성계를 발견했다.

## 행성 목록
| 동반 천체 (가까운 천체순) | 질량 (ME)     | 공전주기 (일)     | 공전궤도 반지름 (AU) | 이심률          |
| ------------------------- | ------------- | ----------------- | -------------------- | --------------- |
| b                         | >1.35 ± 0.23  | 1.17768 ± 0.00010 | 0.02225 ± 0.00035    | 0.0000 ± 0.0025 |
| c                         | >13.10 ± 0.54 | 5.75979 ± 0.00062 | 0.0641 ± 0.0010      | 0.045 ± 0.026   |
| d                         | >11.75 ± 0.65 | 16.3579 ± 0.0038  | 0.1286 ± 0.0020      | 0.088 ± 0.041   |
| e                         | >25.1 ± 1.2   | 49.745 ± 0.022    | 0.2699 ± 0.0042      | 0.026 ± 0.036   |
| f                         | >23.9 ± 1.4   | 122.76 ± 0.17     | 0.4929 ± 0.0078      | 0.135 ± 0.046   |
| g                         | >21.4 ± 3.4   | 601.2 ± 8.1       | 1.422 ± 0.026        | 0.19 ± 0.14     |
| h                         | >64.4 ± 4.6   | 2222 ± 91         | 3.40 ± 0.11          | 0.080 ± 0.070   |

## 같이 보기
- TRAPPIST-1